# Municipio de Graham (Indiana)
El municipio de Graham (en inglés: Graham Township) es un municipio ubicado en el condado de Jefferson en el estado estadounidense de Indiana. En el año 2010 tenía una población de 1668 habitantes y una densidad poblacional de 15,22 personas por km².

## Geografía
El municipio de Graham se encuentra ubicado en las coordenadas 38°46′58″N 85°38′7″O / 38.78278, -85.63528. Según la Oficina del Censo de los Estados Unidos, el municipio tiene una superficie total de 109.58 km², de la cual 109,01 km² corresponden a tierra firme y (0,52 %) 0,57 km² es agua.

## Demografía
Según el censo de 2010, había 1668 personas residiendo en el municipio de Graham. La densidad de población era de 15,22 hab./km². De los 1668 habitantes, el municipio de Graham estaba compuesto por el 97,84 % blancos, el 0,3 % eran afroamericanos, el 0,12 % eran amerindios, el 0,06 % eran asiáticos, el 0,54 % eran de otras razas y el 1,14 % eran de una mezcla de razas. Del total de la población el 1,68 % eran hispanos o latinos de cualquier raza.